# Paul-Gerhardt-Kirche (Lübben)
Die Paul-Gerhardt-Kirche ist eine evangelische Kirche in der Stadt Lübben (Spreewald). Sie ist nach dem Theologen und Liederdichter Paul Gerhardt benannt, der hier von 1669 bis 1676 als Archidiakon amtierte. Die Kirche gehört zur Evangelischen Paul-Gerhardt-Kirchengemeinde Lübben im Kirchenkreis Niederlausitz der Evangelischen Kirche Berlin-Brandenburg-schlesische Oberlausitz.

## Architektur

### Kirchengrundgebäude
Die aus Backsteinen errichtete Kirche ist ein dreischiffiges Hallenlanghaus auf rechteckigem Grundriss. Die Fassade des Kirchenschiffes ist unverputzt, die des Turmes mit weißem Putz versehen.

### Kirchturm
An der Westseite ist der querrechteckige Kirchturm mit einem achteckigen Aufsatz angebaut. Er verfügt über einen Turmumgang, der über 115 Stufen erreichbar ist. Darüber sind die Kirchturmuhr und die Glockenstube angeordnet, die von der kupfernen Haube überwölbt werden. Das Geläut des Gotteshauses besteht aus drei Bronzeglocken. Zwei Glocken mussten im Ersten Weltkrieg zur Herstellung für Kriegsmaterial abgeliefert werden. Nachdem diese in den 1920er Jahren erneuert werden konnten, hatte die Kirchgemeinde im Zweiten Weltkrieg wiederum zwei Glocken abzugeben. Erst im Jahr 1963 wurde das Geläut wieder komplettiert. Doch nach dem ersten Läuten stellten Fachleute fest, dass der Turm durch die Schwingungen Risse bekommen hatte – zunächst wurde das Läuten daraufhin untersagt. Schließlich wurde sogar erwogen, den Turm komplett abzutragen. Doch ein Bausachverständiger aus Dresden entwarf eine Konstruktion zur Stabilisierung des Turmes.
Der Turm des Kirchengebäudes weist eine Wohnung für eine Türmerfamilie auf. Bis in das 18. Jahrhundert kann die Tradition des Türmers nachgewiesen werden.

## Geschichte
Das Kirchengebäude wurde zwischen 1494 und 1550, vermutlich unter Nutzung von Resten eines Vorgängergebäudes, errichtet. Zuerst trug die Kirche den Namen Sankt Nikolai. Der Turm ist der älteste Teil des Gebäudes und wird auf Mitte des 15. Jahrhunderts datiert. Er diente als Wehr- und Wachturm. Von 1669 bis zu seinem Tode 1676 war der Liederdichter Paul Gerhardt an der Kirche als Pfarrer tätig.
Der achteckige Turmaufsatz entstand 1494. Ursprünglich bildete eine geschwungene Haube mit hoher Laterne und Spitze den Turmabschluss. 1846 fertigte Ludwig Hartig aus Züllichau für die Kirche eine Orgel, die 1906 durch die noch immer bestehende Orgel von Alexander Schuke aus Potsdam ersetzt wurde.

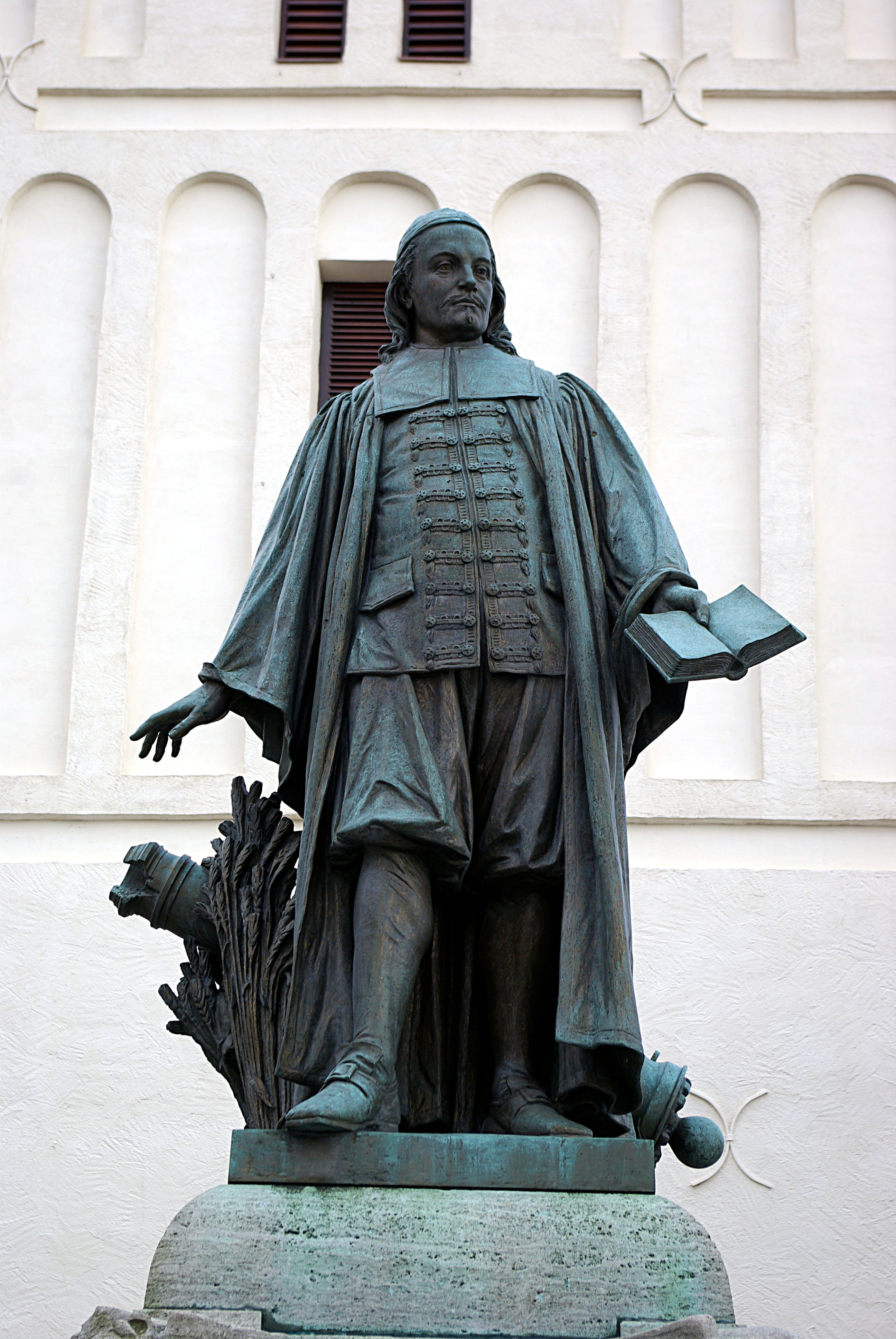
Paul-Gerhardt-Denkmal vor der Kirche

Vor der Kirche befindet sich das 1907 von Friedrich Pfannschmidt geschaffene Paul-Gerhardt-Denkmal.
Im Jahr 1930 erfolgte die Umbenennung zur Paul-Gerhardt-Kirche in Anbetracht des Wirken Gerhardts an dieser Stelle. Im gleichen Jahr wurde in den Turm ein Kirchenportal aus Ilseklinkern eingebaut, welches sechs Persönlichkeiten der evangelischen Kirchengeschichte zeigt: Johann Hinrich Wichern, Martin Luther, Georg Friedrich Händel, Johann Sebastian Bach, Philipp Melanchthon und August Hermann Francke. 1936 entstanden zwei neue Kirchenfenster.
Bei den Kämpfen um die Stadt Lübben am Ende des Zweiten Weltkriegs im April 1945 brannte der Turm aus. Die Turmhaube und die Zwischendecken wurden zerstört. Nach 1950 erfolgter Sicherung des Mauerwerks des Turms erhielt dieser dann eine Stahlbetondecke. Die Wiederherstellung der früheren Turmspitze erfolgte im Jahr 1988 unter anderem mit 60 Kubikmeter Holz und 2153 Kilogramm Kupferblech.
Die Kirchengemeinde ließ 1976 eine von Dora und Hubert Kleemann geschaffene Gedenktafel aus Messing für Paul Gerhardt innerhalb der Kirche anbringen.
Im Jahr 1994 wurde auf der südlichen Seite des Turmraumes eine Gedenkstätte für die Opfer von Kriegen, Gewalt und Terror eingerichtet. Uwe Burkhardt fertigte den Entwurf für das Denkmal, das eine stählerne offene Weltkugel zeigt, in der eine Kerze dauerhaft brennt. Das von Bernd Hübner geschaffene Schriftkreuz trägt den Namen von Orten, in denen sich Lager befanden, in denen Menschen umkamen bzw. in Kriegen Schlachten geführt wurden.
Am 12. April 1998 wurde nach erfolgter Sanierung das Paul-Gerhardt-Denkmal wieder eingeweiht.
Die Funktion eines Türmers übt im Jahr 2014 die Lübbenerin Vera Städter aus. In der Türmerstube finden Veranstaltungen statt, darunter auch eine Ausstellung von Kinderzeichnungen, die das Thema 520 Jahre Lübbener Kirchturm zum Inhalt haben (Spätsommer 2014).

## Gestaltung und Ausstattung

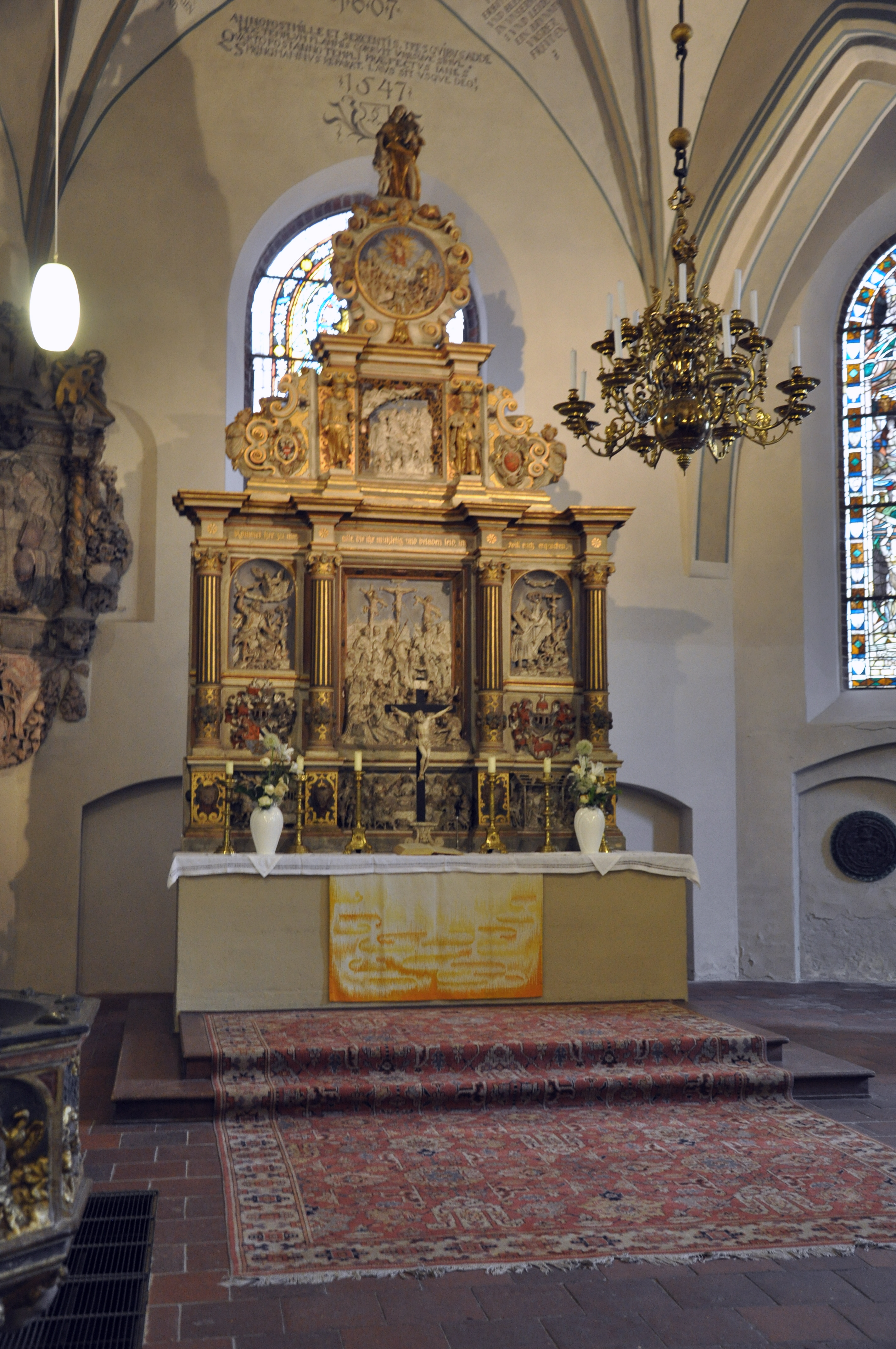
Altar der Kirche

### Altar, Chor und weiteres
Im Chorraum befindet sich ein Altar, dessen aus Kalkstein gearbeiteter Altaraufsatz 1609 von Samuel Hanauer aus Strehla geschaffen wurde. Der Altaraufsatz zeigt unter anderem Szenen aus dem Leben Jesu Christi. Im Chor ist eine 1976 geschaffene Gedenktafel für Gerhardt angebracht. Ebenfalls von Hanauer stammen das 1610 hergestellte Taufbecken und die Kanzel, beides gleichfalls aus Kalkstein gefertigt.
Die hinter dem Altar befindlichen Kirchenfenster stellen Pfingsten, Weihnachten, Ostern, die Kreuzabnahme und Grablegung Jesu dar. Unter dem Weihnachten/Ostern-Fenster befindet sich die Grabplatte der 1534 verstorbenen Katharina von Rosenthal und Blathna. Hierbei und bei der dazugehörigen bronzenen Wappentafel handelt es sich um die ältesten Einrichtungsgegenstände der Kirche.

### Kunstwerke und Grabsteine im Kirchenraum und im Turm
An Paul Gerhardt, den Namenspatron der Kirche, erinnern mehrere Kunstwerke. Gegenüber der Kanzel befindet sich ein von einem unbekannten Künstler geschaffenes Ölbildnis Gerhardts. In der Sakristei wurde ein farbiges bleiverglastes Paul-Gerhardt-Fenster eingebaut. Weitere farbige Kirchenfenster in den Seitenschiffen zeigen Liedverse und Abbildungen von Kirchenlieddichtern aus der Zeit Gerhardts. Unter dem Titel Paul Gerhardt – seine Lieder leben in der weltweiten Christenheit wird im Kirchenraum eine Sammlung von Liederbüchern aus aller Welt präsentiert, in denen Paul-Gerhardt-Lieder abgedruckt sind.
Im Turmraum befinden sich Grabmale für den 1676 verstorbenen Oberamts- und Konsistorialrat Andreas Jahn (linke Seite) und den 1620 verstorbenen Physikus Jacobus Copius. Ein weiterer Grabstein für den 1619 verstorbenen Gedeon Kindler von Zackenstein steht unter dem Kreuzabnahme/Grablegungs-Fenster. Des Weiteren erinnert ein Grabstein an den 1722 verstorbenen Oberamtssekretär Andreas Leddin. Ein Epitaph besteht für den 1683 verstorbenen Generalsuperintendenten Georg Hutten. Weitere Epitaphien nennen die 1727 verstorbenen Dorothea Luise Löscher und Luben von Wulffen sowie Albrecht Kindler von Zackenstein (um 1600), Dietrich Kracht (1657) und Georg Plank (1657).
Erst im 20. Jahrhundert gelangte ein aus dem Barock stammendes Triumphkruzifix in den vorderen rechten Seitenbogen des Chorraums. Seine Herkunft ist nicht bekannt.

### Orgel

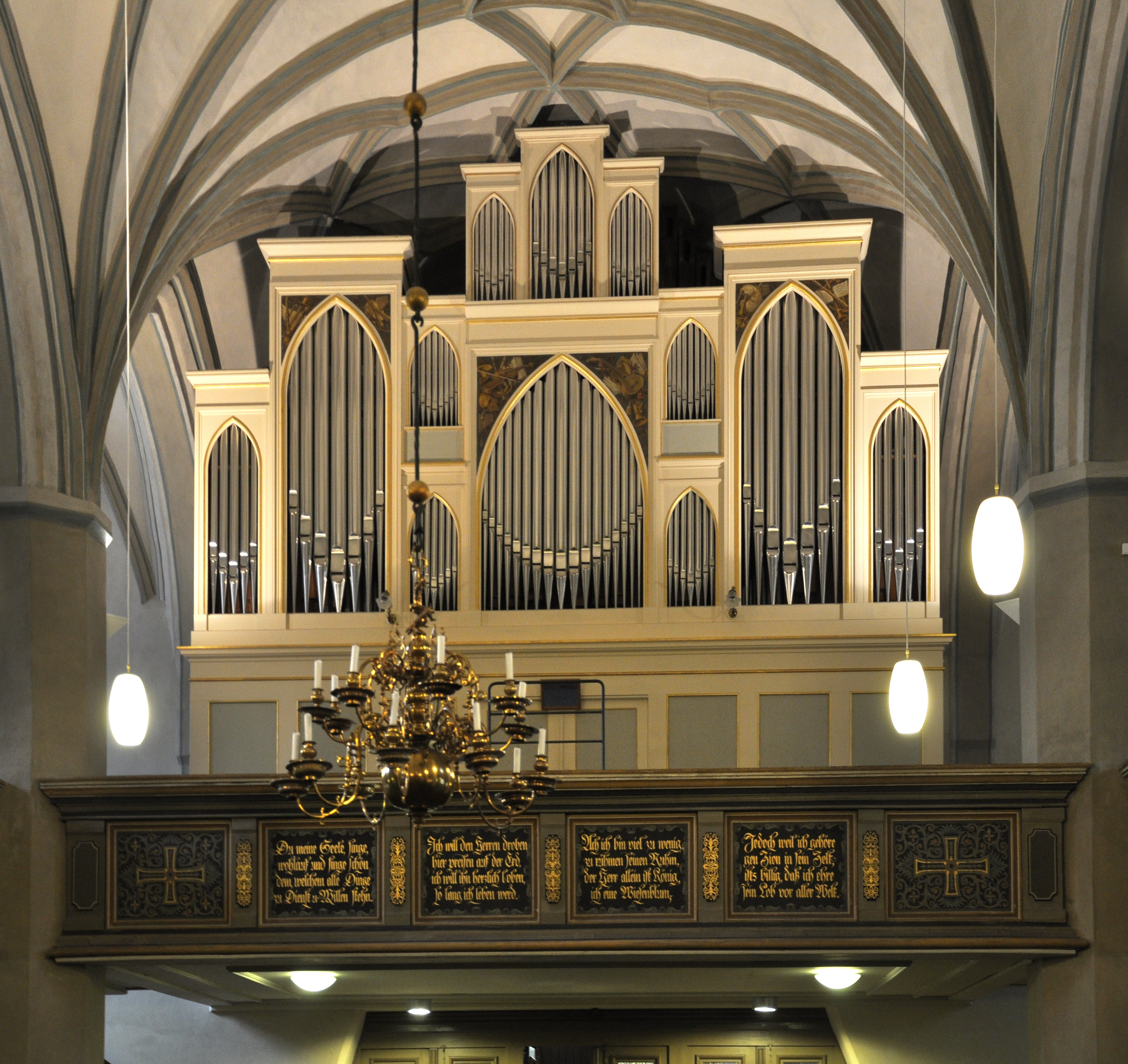
Orgel der Paul-Gerhardt-Kirche

Die Orgel stammt aus dem Jahr 1906 und wurde von Alexander Schuke aus Potsdam gebaut. Teile der Vorgängerorgel des Jahres 1846 fanden Verwendung. Das Instrument hat 29 Register. Die Trakturen sind pneumatisch.
Disposition
| I Hauptwerk C– |                |     |
| 1.             | Principal      | 8′  |
| 2.             | Bordun         | 16′ |
| 3.             | Gamba          | 8′  |
| 4.             | Gemshorn       | 8′  |
| 5.             | Liebl. Gedackt | 8′  |
| 6.             | Flöte          | 4′  |
| 7.             | Octave         | 4′  |
| 8.             | Octave         | 2′  |
| 9.             | Cornett V      | 8′  |
| 10.            | Mixtur III     |     |
| 11.            | Trompete       | 8′  |

| II Schwellwerk C– |                |     |
| 12.               | Liebl. Gedackt | 16′ |
| 13.               | Principal      | 8′  |
| 14.               | Salicional     | 8′  |
| 15.               | Aeoline        | 8′  |
| 16.               | Vox celeste    | 8′  |
| 17.               | Flauto amabile | 8′  |
| 18.               | Portunalflöte  | 4′  |
| 19.               | Octave         | 4′  |
| 20.               | Mixtur III     |     |
| 21.               | Oboe           | 8′  |

| Pedal C– |             |     |
| 22.      | Principal   | 16′ |
| 23.      | Violoncello | 8′  |
| 24.      | Subbass     | 16′ |
| 25.      | Octave      | 8′  |
| 26.      | Bassflöte   | 8′  |
| 27.      | Posaune     | 16′ |
| 28.      | Gedackt     | 16′ |
| 29.      | Octave      | 4′  |

- Koppeln: II/I, I/P, II/P
- Spielhilfen: Crescendowalze (Rollwalze).